# Chlum (Šumava)
Chlum je 1191 m vysoká hora v jihočeské části Šumavy, ve vojenském újezdu Boletice. Jde o čtvrtou nejvyšší a druhou nejprominentnější horu podcelku Želnavská hornatina a šestou nejvyšší horu okresu Český Krumlov.

## Přístup
Vrchol Chlumu se od roku 1947 nachází ve vojenském výcvikovém prostoru Boletice. Nevede na něj žádná turistická trasa, tudíž je pro veřejnost nepřístupný.

## Výhled
Na jihozápadním svahu hory se nachází vojenský betonový bunkr, sloužící dříve jako pozorovatelna důstojníků při ostrých střelbách. Odtud se otevírá výhled na vodní nádrž Lipno a při zvlášť výborné dohlednosti lze spatřit alpské vrcholy Dachstein či sousední Totes Gebirge s Grosser Prielem.